# 巴尔萨纳
巴尔萨纳（Barsana），是印度北方邦Mathura县的一个城镇。总人口9215（2001年）。

## 人口
该地2001年总人口9215人，其中男性4901人，女性4314人；0—6岁人口1789人，其中男928人，女861人；识字率52.65%，其中男性为65.09%，女性为38.53%。